# Ngiwal

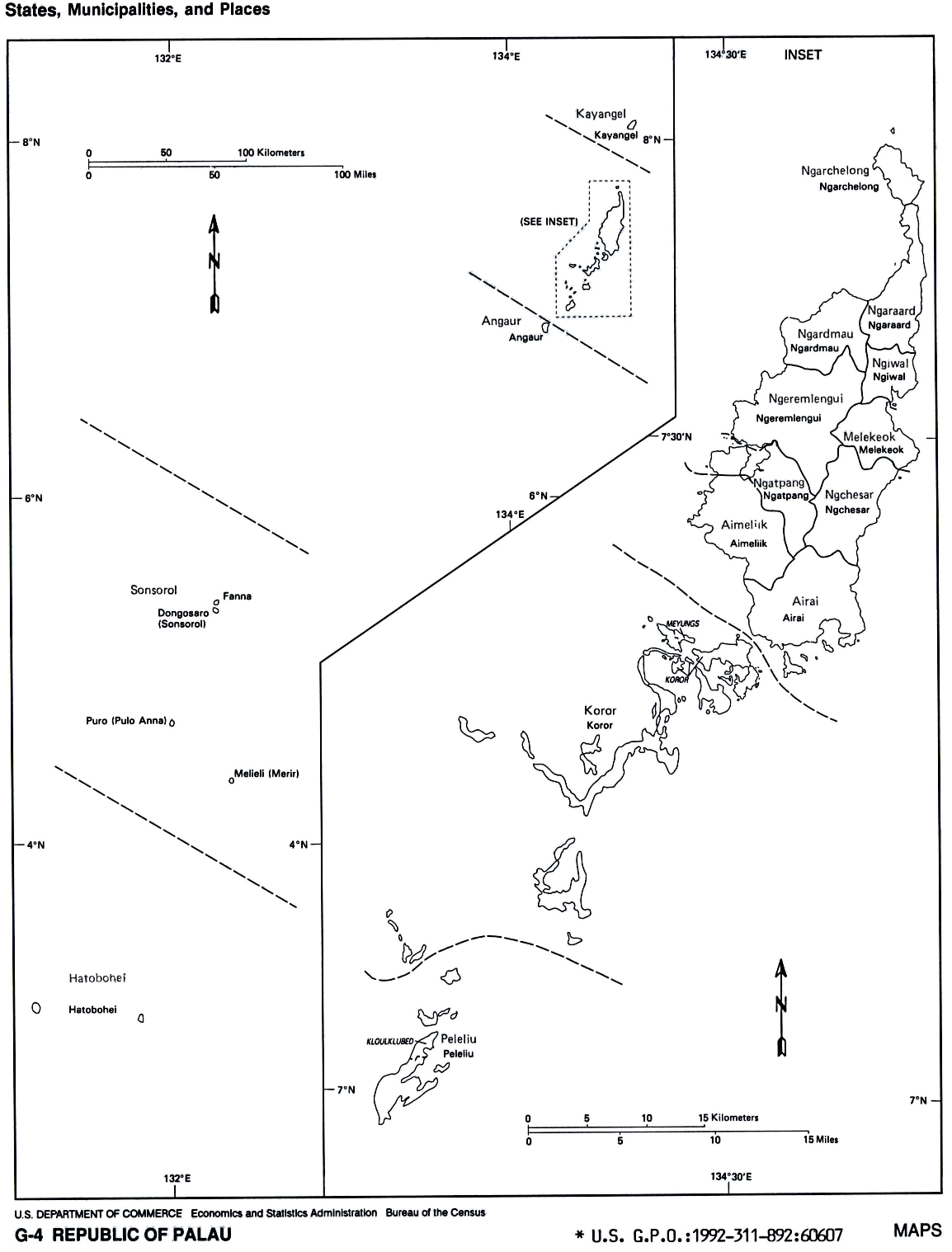
karta over Palaus delstater

Ngiwal är en av de 16 delstater i Palau i västra Stilla havet.

## Geografi
Ngiwal ligger på huvudön Babeldaobs nordöstra del.
Området har en sammanlagd areal om ca 26 km² och täcks till stora delar av regnskog och berg.

## Delstaten
Befolkningen i Ngiwal-state uppgår till cirka 1.300 invånare. Huvudorten är Ngetkip och övriga församlingar är Meketii, Ngellau, Ngercheluuk, Ngermechau och Ngersngai.
1984 ändrades benämningen på Palaus administrativa delar från "municipalities" (kommuner) till "states" (delstater).